# Aeroporti nei Territori palestinesi
Questa è la lista degli aeroporti nei Territori palestinesi, ordinata per dimensione.

## Aeroporti
| Città                  | ICAO    | IATA | Nome aeroporto                       | Lunghezza pista | Condizioni |
| Aeroporti              |         |      |                                      |                 |            |
| Rafah                  | LVGZ    | GZA  | Aeroporto Internazionale di Gaza     | 3.076m          | demolito   |
| Gerusalemme / Ramallah | OJJR    | JRS  | Aeroporto di Gerusalemme             | 1.965m          | chiuso     |
| Jenin                  | --      | --   | Aeroporto di Jenin-Muqeible          | 1.100m          | demolito   |
| Khan Yunis             | LLAZ    | GHK  | Aeroporto di Gaza-Katif              | 900m            | demolito   |
| Altre strutture        |         |      |                                      |                 |            |
| Ramallah               | n.d.    | ZDM  | Eliporto di Ramallah                 | 120m            | --         |
| Gaza                   | --      | --   | Eliporto di Gaza                     | --              | --         |
| Qusra                  | PS-0001 | n.d. | Pista d'atterraggio stradale Juris H | 2.000m          | --         |